# Лупіта Новело
Лупіта Новело (ісп. Lupita Novelo; нар. 5 травня 1967) — колишня мексиканська тенісистка.
Найвищу одиночну позицію світового рейтингу — 250 місце досягла 16 листопада 1992, парну — 92 місце — 11 жовтня 1993 року.
Найвищим досягненням на турнірах Великого шолома було 3 коло в парному розряді.

## Фінали ITF
| турніри $25,000 |
| турніри $10,000 |

### Парний розряд (8–6)
| Результат | Ранг | Дата              | Турнір                   | Покриття | Партнерка       | Суперниці                         | Рахунок          |
| --------- | ---- | ----------------- | ------------------------ | -------- | --------------- | --------------------------------- | ---------------- |
| Перемога  | 1.   | 16 жовтня 1989    | Куросіо (Коті), Японія   | Тверде   | Лінн Нейборс    | Хіросе Аяко Мідзокуті Мікі        | 7–6(5), 6–4      |
| Поразка   | 1.   | 30 жовтня 1989    | Саґа, Японія             | Трава    | Лінн Нейборс    | Їда Ей Наоко Сато                 | 6–7(3), 6–4, 3–6 |
| Поразка   | 2.   | 6 листопада 1989  | Мацуяма, Японія          | Тверде   | Лінн Нейборс    | Кім Іль Сун Лі Чон Мьон           | 1–6, 4–6         |
| Перемога  | 2.   | 21 травня 1990    | Агуаскальєнтес, Мексика  | Тверде   | Джин Лозано     | Сьюзанн Італьяно Белькіс Родрігес | 6–1, 6–1         |
| Перемога  | 3.   | 3 червня 1990     | Сан-Луїс-Потосі, Мексика | Тверде   | Джин Лозано     | Лусіла Бесерра Теміс Замбржицькі  | 6–3, 4–6, 6–1    |
| Поразка   | 3.   | 2 липня 1990      | Мобіл (Алабама), США     | Тверде   | Джин Лозано     | Кім Іль Сун Лі Чон Мьон           | 1–6, 0–6         |
| Поразка   | 4.   | 9 липня 1990      | Фаєттвілл, США           | Тверде   | Джин Лозано     | Кім Іль Сун Лі Чон Мьон           | 6–4, 6–7(3), 3–6 |
| Поразка   | 5.   | 17 лютого 1991    | Мілдьюра, Австралія      | Трава    | Бетсі Сомервілл | Крістін Кунс Клер Томпсон         | 6–7, 2–6         |
| Перемога  | 4.   | 25 лютого 1991    | Канберра, Австралія      | Трава    | Бетсі Сомервілл | Трейсі Роджерс Елісон Скотт       | 7–5, 3–6, 6–4    |
| Перемога  | 5.   | 4 березня 1991    | Broadmeadows, Австралія  | Трава    | Бетсі Сомервілл | Крістін Кунс Клер Томпсон         | 6–2, 7–5         |
| Перемога  | 6.   | 21 жовтня 1991    | Оїта, Японія             | Тверде   | Крістін Кунс    | Марія Екстранд Забіне Ломанн      | 6–1, 7–5         |
| Перемога  | 7.   | 30 вересня 1991   | Саґа (Саґа), Японія      | Трава    | Крістін Кунс    | Тан Мінь Лі Фан                   | 5–7, 6–2, 7–5    |
| Перемога  | 8.   | 4 листопада 1991  | Тіба, Японія             | Тверде   | Крістін Кунс    | Хіросе Аяко Йоне Каміо            | 6–4, 5–7, 6–4    |
| Поразка   | 6.   | 24 листопада 1991 | Нуріоотпа, Австралія     | Тверде   | Террі О'Райллі  | Джо-Анн Фолл Ренне Стаббс         | 4–6, 5–7         |